# Condado de Klamath
O Condado de Klamath é um dos 36 condados do Estado americano do Oregon. A sede do condado é Klamath Falls, e sua maior cidade é Klamath Falls. O condado possui uma área de 15 892 km² (dos quais 496 km² estão cobertos por água), uma população de 63 775 habitantes, e uma densidade populacional de 4 hab/km² (segundo o censo nacional de 2000). O condado foi fundado em 1882.